# Anneli Saaristo
Terttu Anneli Orvokki Saaristo (Jokioinen, 15 de febrero de 1949), conocida artísticamente como Anneli Saaristo, es una cantante y actriz finlandesa, conocida internacionalmente por su participación en el Festival de la Canción de Eurovisión 1989.

## Primeros años
Ella comenzó a cantar en los años 1970s en diversos concursos y además, se desempeñó como cantante en una orquesta de danza. Su primer álbum de estudio, vio la luz en 1980.

## Eurovisión 1989
Saaristo participó en la selección nacional finlandesa en 1978 con la canción "Sinun kanssasi, sinua ilman", con la que finalizó en el 4° lugar. Un segundo intento, en 1984, con la canción "Sä liian paljon vaadit" obtuvo el 3° lugar. Finalmente, Saarista obtuvo la victoria en 1989, con su canción "La dolce vita", con la que tuvo la posibilidad de viajar a Lausana, Suiza, para representar a su país.
Finalmente, la canción consiguió 76 puntos, y se posicionó en el 7° lugar.

## Después de su paso por Eurovisión
Saaristo mantuvo su popularidad en Finlandia y desde 1980, ella ha lanzado 18 álbumes de estudio.
En 2005, ella apareció en la película Shadow of the Eagle de 2005, junto a Mikko Leppilampi, Helena Vierikko y con el representante de Finlandia en Eurovisión en 1980, Vesa-Matti Loiri.

## Discografía
Álbumes de estudio
- Aina aika rakkauden (1980)
- Elän hetkessä (1984)
- Näin jäätiin henkiin (1985)
- Tuuli, laivat ja laulu (1987)
- La dolce vita (1989)
- Appelsiinipuita aavikkoon (1992)
- Kypsän naisen blues (1995)
- Helminauha (1999)
- Kaksi sielua (2004)
- Uskalla rakastaa (2009)
- Kissan mieli (2012)